# Leandro Simi
Leandro Simi (San Paolo, 29 ottobre 1977) è un ex giocatore di calcio a 5 brasiliano, campione del mondo con la nazionale brasiliana nel 2012.

## Carriera
Giocatore di movimento offensivo che predilige il piede destro, Simi era utilizzato sia come pivot sia come laterale. A livello di club ha giocato prevalentemente nel campionato brasiliano, indossando numerose maglie tra le quali quelle del Vasco da Gama (con cui vinse nella medesima stagione sia la Liga Futsal sia la Taça Brasil) e soprattutto del Corinthians, con cui ha disputato sette stagioni. Nel campionato spagnolo ha giocato con Cartagena e Valencia, mentre in quello italiano ha disputato un campionato con il Perugia. I maggiori traguardi sportivi li ha tuttavia raggiunti con la nazionale brasiliana, di cui ha fatto parte per oltre dieci anni. Con la Seleçao il pivot ha vinto tutte le competizioni: Coppa del Mondo (2012), Copa América (1998, 2000, 2011) nonché i giochi panamericani (2007).

## Palmarès

### Competizioni nazionali
- Campionato brasiliano: 1

Vasco da Gama: 2000
- Taça Brasil: 1

Vasco da Gama: 2000